# Paraprobatius bucki
Paraprobatius bucki är en skalbaggsart som beskrevs av Stefan von Breuning 1955. Paraprobatius bucki ingår i släktet Paraprobatius och familjen långhorningar.
Artens utbredningsområde är Paraguay. Inga underarter finns listade i Catalogue of Life.